# University of Queensland Rugby Club
Le University of Queensland Rugby Club est un club de rugby à XV australien, situé sur le campus de l’Université du Queensland, dans le quartier de St Lucia à Brisbane. Il évolue en première division du championnat du Queensland. Ses joueurs sont susceptibles d’être sélectionnés pour les Queensland Reds (Super 14) et pour les Ballymore Tornadoes (Australian Rugby Championship). C’est l’un des clubs les plus célèbres du rugby à XV du Queensland, vainqueur à 25 reprises du championnat de l’État.

## Histoire
L’histoire du club se confond avec celle de l’université du Queensland qui ouvre ses portes en 1911. Celle-ci crée immédiatement une association sportive au sein de laquelle une équipe de rugby à XV est constituée. En 1914, UQRC affronte l’Université de Sydney, mais doit s’incliner 10-30 face aux expérimentés footballeurs sudistes. Les deux équipes s’affronteront régulièrement par la suite. La Première Guerre mondiale met en sommeil le rugby à XV australien. En 1919, les rugbymen de l’université se mettent au rugby à XIII jusqu’en 1929 et remportent d’ailleurs deux titres du Queensland Rugby League Premiership (1928 et 1929).
De retour dans le giron quinziste en 1929, les universitaires imposent immédiatement leur force et remportent consécutivement leurs trois premiers titres du championnat du Queensland (1930, 1931, 1932). Dès lors, les Red Heavies comme on les surnomme seront des prétendants réguliers à la victoire finale dans les deux compétitions majeures (championnat de Brisbane et championnat de l’État).
Les années 50 et 60 sont un âge d’or pour le club qui remporte des titres à la pelle et offre un grand nombre d’internationaux aux Wallabies. Dans les années 70 et 80, la Queensland Rugby Union fait des Queensland Reds leur priorité et le rugby de club perd un peu d’adhérence, et University recule au profit de son rival Brothers Old Boys qui domine la période.
Néanmoins, University se distingue grâce à ses internationaux. Quatre d’entre eux participent à la tournée de 1984 dans les îles Britanniques qui voit les Wallabies remporter tous leurs matches (le fameux Grand Slam Tour) : Cameron Lillicrap, Michael Lynagh, Andy McIntyre et Chris Roche. Lynagh deviendra l’un des plus grands demi d’ouverture de l’histoire, remportant notamment la Coupe du monde 1991, aux côtés de cinq de ses camarades de club (Lillicrap, Peter Slattery, David Nucifora, Jeff Miller et Brendon Nasser).
Dans son sillage, le club reprend de la vigueur et gagne trois titres du Queensland consécutifs (1998, 1989, 1990). Depuis, seules deux finales perdues en 1992 et 2004 sont venues ponctuer le parcours du club.
(Source principale : page historique sur le site du club @ https://web.archive.org/web/20050508114110/http://www.uqrugby.com/content/ClubInfo/clubHistory.asp)

## Couleurs
Dès ses débuts, elle évolue en ciel et grenat ou rouge foncé. Le grenat ou rouge foncé était la couleur de la reine Victoria, qui régnait à l’époque où le rugby fut implanté en Australie, et c’est elle-même qui aurait proposé que le Queensland en fasse sa couleur officielle, ce qui ne fut le cas qu’en… 2003. 
L’emblème du club est un rhinocéros.

## Palmarès
- Champion du Queensland (28) : 1930, 1931,1932, 1934,1938, 1941,1945,1947, 1948, 1952,1954, 1955, 1956, 1957, 1960, 1962, 1964,1965, 1967, 1969, 1970, 1979, 1988, 1989, 1990, 2010, 2012, 2014. 
  - Finaliste (19) : 1933, 1939, 1946, 1949, 1950, 1953, 1958, 1959, 1961, 1963, 1966, 1968, 1972, 1978, 1982, 1983, 1985, 1992, 2004.

- Champion d’Australie (1) : 1992.

## Joueurs célèbres
Depuis Norman A. Lloyd en 1911, près de deux cents membres du club ont porté le maillot des Queensland Reds, qui représentent l’État. En 1914, l’arrière Eric Francis devint le premier joueur du club à porter le maillot de l’équipe nationale d’Australie contre la Nouvelle-Zélande. 54 autres l’ont suivi, dont sept en tant que capitaines.
- Michael Cook
- Fletcher Dyson
- Pat Howard
- Tom Lawton
- Mark Loane
- Cameron Lillicrap
- Michael Lynagh
- Greg Martin
- Andy McIntyre
- Jeff Miller
- Drew Mitchell
- Stephen Moore
- Brendon Nasser
- David Nucifora
- Chris Roche
- Nathan Sharpe
- Peter Slattery
- Nick Stiles
- Josh Valentine